# Акрополіс (Стокгольм)
«Акрополіс» ІФ (швед. Akropolis Idrottsföreningen) — колишній шведський футбольний клуб, що представляв дільницю Спонья (Spånga) з північного Стокгольма.

## Історія
Заснований грецькими емігрантами 1968 року. 
Провів два сезони у Супереттан 2020 та 2021 років.

## Досягнення
Супереттан
- 5-е місце: 2020

Дивізіон 1, група «Північ»
- 1-е місце: 2019

## Сезони в чемпіонаті Швеції
| Сезон | Рівень | Ліга       | Підгрупа           | Місце | Примітки                     |
| ----- | ------ | ---------- | ------------------ | ----- | ---------------------------- |
| 2010  | 4      | Дивізіон 2 | Південний Свеаланд | 1     | Підвищився                   |
| 2011  | 3      | Дивізіон 1 | Північ             | 11    |                              |
| 2012  | 3      | Дивізіон 1 | Північ             | 13    | Вибув                        |
| 2013  | 4      | Дивізіон 2 | Північний Свеаланд | 3     |                              |
| 2014  | 4      | Дивізіон 2 | Північний Свеаланд | 1     | Підвищився                   |
| 2015  | 3      | Дивізіон 1 | Північ             | 2     | Плей-оф на підвищення        |
| 2016  | 3      | Дивізіон 1 | Північ             | 3     |                              |
| 2017  | 3      | Дивізіон 1 | Північ             | 2     | Плей-оф на підвищення        |
| 2018  | 3      | Дивізіон 1 | Північ             | 4     |                              |
| 2019  | 3      | Дивізіон 1 | Північ             | 1     | Підвищився                   |
| 2020  | 2      | Супереттан |                    | 5     |                              |
| 2021  | 2      | Супереттан |                    | 13    | Плей-оф на вибування - Вибув |